# Опсада Арке
Опсада Арке одиграла се 1098. године током Првог крсташког рата, а завршена је неуспехом. Током опсаде погинуо је учесник крсташког рата Петар Бартоломеј.

## Увод
Након освајања Антиохије, Боемунд Тарентски је остао у граду да влада као кнез. Ремон од Сен Жила и Готфрид Бујонски преузели су вођство над крсташком армијом и наставили поход на Јерусалим. Након освајања Марата, крсташи стижу до Триполија. Господар Триполија позива крсташе на свој двор. Они су, одушевљени богатством које су тамо видели, одлучили да освоје један град Триполија да би натерали господара Триполија да плати велику суму новца не би ли и други градови завршили на тај начин. Избор је пао на град Арку.

## Почетак опсаде
Арка је био много јачи град него што се у првом моменту учинило. У средишту града била је веома јака цитадела, било је ту мноштво богатих трговаца, башти препуних воћа, аквадукт је снабдевао град водом. Опсада је започела 14. фебруара 1099. године и одмах на почетку запела. Грофов пример утицао је и на Гортфрида Бујонског и Роберта Нормандијског који су ускоро стигли. Напали су град Џибелу, једно од места града Триполија. Обојица су стали пред Џибелом и Арком.

## Смрт Петра Бартоломеја
Петар Бартоломеј је, у међувремену, имао још једну визију у коме му је јављено да Арку треба уништити, а њему је дато овлашћење да екскомуницира све оне за које мисли да раде погрешно. Остале крсташке вође посумњале су у аутентичност Светог Копља које је Петар носио. Да би их уверио, Петар је предложио да запале ватру кроз коју ће он проћи доказујући им тако да је послат од Бога. Ватра је запаљена. Тако се завршио живот Петра Бартоломеја. Према верзији капелана Ремона, Петар је несметано прошао кроз ватру, али га је раскидала хистерична светина која је покушала да га додирне. Према норманској верзији Петар је изгорео у ватри и умро следећег дана.

## Дизање опсаде
Готфрид Бујонски је увидео да од опсаде Арке неће имати користи и да ће све заслуге за себе приграбити Ремон. Због тога је вршио притисак на остале крсташке вође да се опсада прекине и поход ка Јерусалиму настави. Такво размишљање подупро је и господар Триполија нудећи крсташима храну, коње, водиче и све што им је потребно да наставе поход. На крају је Ремон морао да попусти и са сузама у очима дигне опсаду 13. маја 1099. године. Триполи је могао да одахне.